# Wallarah National Park
Wallarah National Park är en park i Australien. Den ligger i delstaten New South Wales, i den sydöstra delen av landet, omkring 91 kilometer nordost om delstatshuvudstaden Sydney.
Närmaste större samhälle är Rathmines, omkring 11 kilometer nordväst om Wallarah National Park. 
I omgivningarna runt Wallarah National Park växer i huvudsak städsegrön lövskog. Genomsnittlig årsnederbörd är 1 393 millimeter. Den regnigaste månaden är februari, med i genomsnitt 222 mm nederbörd, och den torraste är juli, med 42 mm nederbörd.